# أرتيوم لوكويانوف
أرتيوم لوكويانوف (بالروسية: Артём Владимирович Лукоянов)‏ هو لاعب كرة قدم ولاعب هوكي الجليد روسي في مركز مهاجم ‏، ولد في 31 يناير 1989 في ألميتيفسك في روسيا. لعب مع FC KAMAZ Naberezhnye Chelny ‏.

## وصلات خارجية
- أرتيوم لوكويانوف على موقع Soccerway.com (الإنجليزية)
- أرتيوم لوكويانوف على موقع دوري الهوكي للقارات (الإنجليزية)
- أرتيوم لوكويانوف على موقع EliteProspects.com (الإنجليزية)
- أرتيوم لوكويانوف على موقع HockeyDB.com (الإنجليزية)